# Luigi D'Amato (medico)
Luigi D’Amato (Campochiaro, 27 gennaio 1874 – Napoli, 22 novembre 1951) è stato un medico italiano e senatore del Regno d'Italia.
Fu un ricercatore particolarmente eclettico. Le sue pubblicazioni spaziarono dagli studi sul diabete, alla patogenesi della malattia di Thomsen e della malattia di Reichmann in cui avvalorò la tesi che non fosse una nevrosi gastrica pura, ma si presentasse in concomitanza di alterazioni organiche piloriche. Le sue osservazioni riguardanti la risposta immunitaria portarono alla formulazione di una teoria riguardante una reazione emoclasica, oggi conosciuta come reazione di D'Amato, che venne poi applicata in diverse manifestazione patologiche, come, ad esempio, nell'echinococcosi, nei tumori, nella tubercolosi e nella sifilide.
Nel 1939 D'Amato fu nominato Senatore del Regno d'Italia per meriti scientifici. Nel 1944 venne destituito dalla carica in quanto ritenuto responsabile di aver sostenuto il fascismo.

## Biografia
Nacque a Campochiaro il 27 gennaio 1874 da Vincenzo D’Amato e Maria Anna Cassella. Dopo essersi iscritto alla facoltà di Medicina e Chirurgia dell'Università di Napoli, vi conseguì la laurea nel 1897 e nel 1899 diventò assistente alla Seconda Clinica Medica della stessa. Sposò Teresa Tommasi, da cui ebbe quattro figli: Maria, Francesco, Vittorio e Lucia. Conseguì nel 1902 la libera docenza in Patologia Speciale Medica e nel 1905 in Clinica Medica.
Nel 1912 fu nominato medico all’Ospedale degli Incurabili di Napoli. Nel 1923 divenne professore ordinario di Patologia Medica e anche Direttore della Clinica Medica dell’Università di Messina dal 1923 al 1925, per poi essere chiamato come professore di ruolo all'Università di Napoli alla cattedra di Patologia Speciale Medica il 9 febbraio 1928 e di Clinica Medica il 3 dicembre 1935, succedendo a Giuseppe Zagari.
Nel 1930 fondò, insieme a Luigi Zoja, una Rivista mensile di Medicina di Laboratorio intitolata “Diagnostica e Tecnica Di Laboratorio”, nella quale erano pubblicate recensioni di lavori tratti da riviste internazionali, in particolare di articoli riguardanti descrizioni e valutazioni di strumenti e metodiche usate in laboratorio.
Nel 1939 D'Amato fu nominato Senatore del Regno d'Italia per meriti scientifici e nel 1944 fu destituito dalla carica insieme ad altri senatori in quanto:
(Senato della Repubblica, 22/03/1945)
Nel 1946 si ritirò dall’insegnamento per limiti di età e gli successe Giovanni Di Guglielmo, illustre allievo di Pietro Castellino. Morì a Napoli il 22 novembre 1951.

## Contributi alla medicina
L'attività scientifica di Luigi D'Amato è attestata da numerose pubblicazioni riguardanti i soggetti più disparati e improntate a un forte senso di originalità. Nel 1901 eseguì una serie di ricerche, nelle quali, per primo sostenne che nelle forme gravi di diabete vi è un disturbo primitivo del ricambio dei grassi. Nei pazienti diabetici mise inoltre in evidenza una speciale forma di atrofia del fegato.
Nella patogenesi del Morbo di Thomsen formulò l.ipotesi che la malattia fosse dovuta a un'alterazione funzionale della sostanza muscolare contrattile. Nella malattia di Reichmann avvalorò la tesi che questa affezione non fosse una nevrosi gastrica pura, ma si presentasse in concomitanza di alterazioni organiche piloriche. Vanno rammentati anche i suoi studi sulle gastriti, citato, tra gli altri, da Georges Hayem, nel trattato di Leon-Henry Thoinot e Augustin Nicolas Gilbert, nei quali scoprì alterazioni dei gangli nervosi intrinseci nella parete dello stomaco. Inoltre, nelle ricerche effettuate nei corpi di Negri nella rabbia (1903), stabilì che essi non si comportavano come organismi viventi.

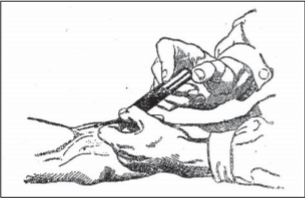
Uno strumento utilizzato e pubblicizzato da Luigi D'Amato nella sua rivista.

Nel corso di alcuni studi, riguardanti l'arteriosclerosi, dimostrò, in opposizione all.opinione vigente, che l'adrenalina non agiva solo incrementando la pressione arteriosa, ma anche attraverso una sua azione lesiva diretta sulla parete vasale. Di grande importanza furono le sue ricerche del 1915 sulla patogenesi della calcolosi biliare, documentando il ruolo del fegato in questa affezione, in quanto dimostrò sperimentalmente che un'alterata composizione chimica della bile facilitava la precipitazione della colesterina. Nel 1932 mise in rilievo un segno semiologico nei versamenti pleurici liberi (segno di D'Amato), consistente nel fatto che il fluido endopleurico, con o senza presenza di gas, nei cambiamenti di decubito, si sottraeva in apparenza, contrariamente a quanto sostenevano i vecchi professori come Pierre Charles Edouard Potain e Edoardo Maragliano, alla legge di gravità e, anziché invadere e disporsi, sul seno costo-vertebrale, andava a occupare il seno costale anteriore e la regione ascellare. Con questo rilievo clinico Luigi D'Amato rovesciò un concetto classico che si era tramandato per più di mezzo secolo, per un fenomeno inspiegabile, scrisse Serio, di autosuggestione collettiva. Tuttavia le ricerche che gli procurarono maggior fama furono quelle riguardanti la reazione emoclasica quale nuova reazione immunitaria specifica, che fu usata a scopo diagnostico in molte infezioni, come la tubercolosi, la sifilide, la febbre tifoide, la brucellosi e altre. L'idea che si potesse provocare una reazione emoclasica specifica per ciascuna malattia, mediante l'inoculazione di dosi minime di particolari sostanze (vaccini, farmaci, etc), fu sua, e, pertanto, questa reazione si conosce ancora oggi come Reazione di D'Amato. Essa è stata scoperta nel 1921 quando egli osservò che un'iniezione sottocutanea di tubercolina nei tubercolotici provocava una diminuzione del numero dei leucociti superiore a 1 000 elementi per mm³, la quale si verificava dopo 20-40 minuti, ritornando i valori leucocitari a quelli di partenza dopo circa un'ora. Riscontrò analoghi risultati, iniettando ioduro mercurico nei luetici e vaccini specifici nei tifosi e nei brucellosici.
La Reazione di D'Amato fu applicata in diverse manifestazione morbose, oltre quelle menzionate: nell'echinococcosi, nelle annessiti gonococciche e nei tumori. Il medico Nicola Giannettasio apportò, nei casi di tifo, una nuova modifica consistente nella determinazione del quadro proteico, che rivelava, da mezz'ora a un'ora dopo l'inoculazione per via sottocutanea dei bacilli di tifo interi, una costante diminuzione della protidemia, specie a carico delle globuline.

## Diagnostica e tecniche di laboratorio
(Luigi D'Amato e Luigi Zoja, Diagnostica e Tecniche di Laboratorio)

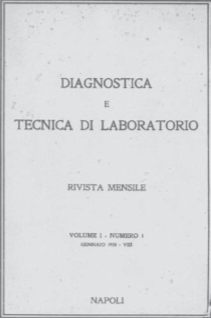
Copertina volume 1, numero 1 di Diagnostica e Tecniche di Laboratorio, 1 gennaio 1930.

Così Luigi D'Amato, ordinario di Patologia Speciale Medica a Napoli, e Luigi Zoja (1866-1959), cattedratico di clinica medica a Milano, comunicarono la nascita di una nuova rivista, della quale erano i direttori, in una pagina rivolta ai lettori nel primo numero del gennaio 1930. La loro idea, continuarono, fu accolta con grande favore dai colleghi italiani e stranieri, e auspicarono quindi che la rivista potesse diventare una fonte sicura dove i lettori potessero trovare fedelmente rispecchiato tutto l'enorme e incessante lavoro che la medicina moderna compiva per dare alla diagnostica una base sempre più larga e sempre più scientifica.
A tal fine chiesero la collaborazione di colleghi che conoscessero le lingue straniere e leggessero regolarmente periodici di altri Paesi per lavori di recensione da aggiungere a quelli che già effettuavano i collaboratori fissi della rivista. Per meglio seguire la nuova rivista mensile che si chiamò Diagnostica e Tecnica di Laboratorio e per convogliare in essa maggiori contributi scientifici, Luigi Zoja sospese la pubblicazione del suo periodico Folia Clinica, Chimica e Microscopica.
Nomi illustri nel Comitato Direttivo, solo per citarne alcuni, furono: Gaetano Quagliariello (1883-1957) per la Biochimica; Carlo Foà (1880-1971) e Filippo Bottazzi (1867-1941), per la Fisiologia; Aldo Castellani (1874-1971), Oddo Casagrandi (1872-1943) e Giuseppe Sanarelli (1864-1940), per la Microbiologia e Igiene; Pietro Castellino (1864-1934), Giovanni Di Guglielmo (1886-1961), Cesare Frugoni (1881-1978) e Adolfo Ferrata (1880-1946), per la Patologia e Clinica Medica; Alessandro Lustig (1857-1937) e Pietro Rondoni (1882-1956), per la Patologia Generale. Nelle prime pagine della Rivista vi era molta pubblicità rivolta alla strumentazione e ai reagenti per laboratori, come la ditta Hellige di Friburgo, che reclamizzava il colorimetro di Autenrieth, i nefelometri, gli spettrometri, i polarimetri, gli emocitometri, oppure la ditta A.C. Zambelli o quella Carlo Erba S.A. Milano, che fornivano prodotti per ricerche e analisi cliniche e biologiche, con una particolare attenzione alla fornitura di materiali ed apparecchi di uso corrente per i laboratori.
Ogni numero comprendeva Articoli di Diagnostica e Tecnica e Rassegne, tutte con brevi riassunti in italiano, francese, inglese e tedesco e ampie bibliografie e recensioni.
Suscita senza dubbio interesse, al giorno d'oggi, leggere alcune pagine di quelle rubriche e scoprirvi articoli, recensioni, dibattiti, che ci permettono di inquadrare la dotazione strumentale, la nascita di nuovi apparecchi, il livello delle metodologie analitiche, le esigenze, le difficoltà e i dubbi dei medici di laboratorio degli anni '30.

## Scritti principali
- Atti del 27 Congresso di Medicina Interna, in Riforma Medica, 1921.
- De Durante, The Hemoclastic Crisis by Tuberculin in Tuberculosis, in Riforma Medica, 1924.
- Lo Shock Hemoclassico come mezzo di diagnosi della tubercolosi, della sifilide e di altre infezioni, in Atti del XXX Congresso Italiano di Medicina, Milano, Roma Pozzi editore, 1924.[12]
- New Hemodiagnosis of Syphilis by Means of the Hemoelastic Reaction, in Riforma Medica, n. 22, 1927.
- Su di una nuova emodiagnosi delle infezioni tifoidi e della infezione melitense mediante la R. E., in Riforma Medica, n. 22, 1927.
- Emottisi, tosse, espettorato nella tubercolosi polmonare, in Trattato italiano della Tubercolosi, 1931.[8]
- Cenni di patologia sul ricambio materiale, in Trattato di Patologia Generale, 1936.
- Malattie della Pleura, Mediastino e Diaframma, in Trattato di Medicina Interna, 1936.[7]
- Trattato delle Malattie Infettive, Milano, Società Editrice Libraria, 1936.[9]

## Onorificenze

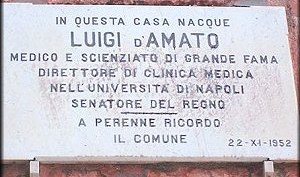
Targa dedicata a Luigi D'Amato, situata in Via Pittarelli 2 a Campochiaro (Campobasso)